# 朗熱利耶站
朗熱利耶站站（法語：Station Langelier）位於加拿大魁北克省蒙特利爾，服務附近的居民。

## 外部連結
- （法文）（英文）蒙特利爾交通局：朗熱利耶站站 （页面存档备份，存于）（英文） （页面存档备份，存于）
- （法文）（英文）：朗熱利耶站 （页面存档备份，存于）（英文） （页面存档备份，存于），含有朗熱利耶站站的資訊、歷史、車站結構與藝術品資料。